# Coleophora sattleri
Coleophora sattleri é uma espécie de mariposa do gênero Coleophora pertencente à família Coleophoridae.